# 第1師管
第1師管（だいいちしかん）は、1873年から1940年まであった日本陸軍の管区で、全国を6から18に分割して設けた師管の中の一つである。1888年までは鎮台制の師管、以後は師団制の師管で、制度が異なる。区域には時代による変動があるが、常に首都東京を中心にしていた。1940年に東京師管に改称して廃止になった。

## 鎮台制の第1師管

### 関東地方の南西部と中部地方の東部 (1873 - 1885)、歩兵第1連隊
はじめて師管が置かれたのは、鎮台配置から2年後の1873年（明治6年）7月19日の鎮台条例改定による。鎮台条例第1条は、全国に6つの軍管のうち、それぞれを鎮台が統率することを定めた。そのうち東京鎮台が管轄する第1軍管が、第1師管・第2師管・第3師管を下に置いた（第3条）。第1師管は東京を営所を置き、小田原市、静岡、甲府に分営を置くことが定められた（第3条）。師管はその所在地から東京師管とも呼ばれた（第3条）。
1月に定められた「六管鎮台表」で東京鎮台東京営所の管轄とされたのは、東京府・神奈川県・埼玉県・入間県・足柄県・静岡県・山梨県の1府6県だが、この時点では第1師管という呼び名はない。1873年（明治7年）10月に営所配置改定があったときの第1師管は武蔵国・相模国・甲斐国・伊豆国・駿河国で、1府6県の範囲と一致する。現在の都道府県にあてはめると東京都・埼玉県・神奈川県・山梨県と静岡県の中部・東部である。
- 第1軍管（1873年1月 - 1885年5月）
  - 第1師管（東京師管）
  - 第2師管（佐倉師管）
  - 第3師管（新潟師管）

### 関東地方の南西部と中部地方の東部 (1885 - 1888)、歩兵第1旅団
1885年（明治18年）5月18日制定・公布の太政官第21号で鎮台条例の改正があり、軍管・師管の境界が変更になった。新しい第1師管は、武蔵国の大部分・相模国・甲斐国・伊豆国・上野国・信濃国の北半分である。武蔵国では、東側の本所区・深川区・南葛飾郡・北葛飾郡・南埼玉郡・北埼玉郡が第2師管になり、残りが第1師管となった。信濃国では、東筑摩郡・西筑摩郡・上伊那郡・下伊那郡が第5師管となり、残りが第1師管になった。現在の都道府県にあてはめると、東京都と埼玉県のそれぞれ東端を除く大部分、神奈川県、山梨県、群馬県の各全域、そして長野県の北半分である・本営は変わらず東京だが、分営は高崎だけになった。
第1師管には、東京の本営にある歩兵第1連隊と歩兵第3連隊、高崎の分営にある歩兵第15連隊のほか、騎兵第1連隊、砲兵第1連隊、工兵第1大隊、輜重兵第1大隊と、東京鎮台の兵力の大部分が置かれた
- 第1軍管（1885年5月 - 1888年4月30日）
  - 第1師管
  - 第2師管

### 師管から旅管へ、軍管から師管へ
1888年に、鎮台が廃止されて師団制が施行されることになり、明治21年勅令第32号（5月12日制定、14日公布)で、陸軍管区は軍管 - 師管の2階層から師管 - 旅管 -大隊区の3階層に変わった。地域区分では、従来の軍管が同じ番号の師管に引き継がれ、従来の師管は同じ番号の旅管に引き継がれた。そこで、従来の第1師管は新しい第1旅管に引き継がれ、従来の第1軍管が新しい第1師管に引き継がれることになった。
新しい第1旅管は、旧第1師管とほぼ同じ地域を継承したが、東で少し縮小し、西で少しだけ拡大した。すなわち、東では従来からの2区4郡だけでなく、東京都の本郷区・浅草区・下谷区・南足立郡・北豊島郡と、埼玉県の北足立郡・中葛飾郡・新座郡も第2旅管に含まれた。かわりに長野県の全域が、南部も含めて第1師管になった。
旧第1軍管は、関東地方一円と山梨県、長野県北部を範囲としていたが、長野県が南部も含めた全域になるという形で、新しい第1師管の区域が定まった。

## 師団制の第1師管

### 第1師管と第1師団の関係
師団制の師管は、同じ番号の師団のための徴兵と密接に結びついており、第1師団の兵士は第1師管に戸籍を持つ男子から徴集された。また、第1師管から徴兵された兵士は第1師団に入るのが原則であった。だがこれにはいくつか例外があり、まず、独自の師管を持たない近衛師団には、全国の師管から兵士が送られた。朝鮮、台湾の植民地に常駐する部隊にも内地の師管から兵卒が送られた。時には、人口が少ない師管にある師団にも融通された。
師管はまた国内反乱鎮圧と、外国の侵攻に対して出動する師団の担任地域でもある。第1師管は首都防衛にあたる任務を持っていた。

### 関東地方と山梨県・長野県 (1888 - 1896)
成立当初の第1師管は関東地方と山梨県・長野県を範囲とした。師管は全国共通に2つの旅管、4つの大隊区をもっており、重要な島には事情に応じて警備隊区が置かれた。第1師管には小笠原島警備隊区を予定したが、警備隊の発足まで設置を延ばされた。
- 第1師管（1888年5月21日 - 1896年3月31日以降）
  - 第1旅管
    - 麻布大隊区
    - 横浜大隊区
    - 高崎大隊区
    - 長野大隊区
    - 小笠原島警備隊区（当面は麻布大隊区）

  - 第2旅管
    - 佐倉大隊区
    - 水戸大隊区
    - 本郷大隊区
    - 宇都宮大隊区

### 東京府の大部分・埼玉県の西部・神奈川県・山梨県・長野県 (1896 - 1903)
1896年に陸軍の師団をほぼ倍増する軍拡が実施されたとき、明治29年勅令第82号（3月14日制定、16日公布、4月1日施行）によって陸軍管区表も改正された。この改正では従来の師管を二分して新しい師管を作り出したため、師管もほぼ倍増になった。従来の旅管を廃止して同じ地区を師管とし、従来の大隊区を廃止して同じ地区を連隊区とする、というように、区分を格上げすることで、区割り変更を最小限にとどめる工夫がとられた。この原則にしたがって、第1師管は以前の第1旅管の範囲に縮小し、以前の第2旅管の範囲にはあらたに近衛師管が置かれた。
- 第1師管（1896年4月1日 - 1899年3月31日）
  - 麻布連隊区
  - 横浜連隊区
  - 高崎連隊区
  - 長野連隊区
  - 小笠原島警備隊区（当面は麻布連隊区）

### 関東地方・山梨県・長野県 (1896 - 1907)
1899年、明治32年勅令第53号（3月15日制定、16日公布、4月1日施行）で、近衛師管は廃止になり、第1師管がその区域をあわせた。第1師管は連隊の数は4のまま、8つの連隊区を擁することになった。徴兵される兵士は第1師団の必要数を超えるが、余剰分は近衛師団の砲兵・工兵と、師団に属さない部隊・官衙にあてられた。
- 第1師管（1899年4月1日 - 1903年2月12日）
  - 麻布連隊区
  - 横浜連隊区
  - 高崎連隊区
  - 長野連隊区
  - 佐倉連隊区
  - 水戸連隊区
  - 本郷連隊区
  - 宇都宮連隊区
  - 小笠原島警備隊区（当面は麻布連隊区）

1903年（明治36年）、明治36年勅令第13号（2月13日制定・14日公布）で、ふたたび旅管を置いた。第1師管の旅管は通常の2つではなく各4つの連隊区を持った。これが日露戦争のときの管区になった。
- 第1師管（1903年2月13日 - 1907年9月17日）
  - 第1旅管
    - 麻布連隊区
    - 横浜連隊区
    - 高崎連隊区
    - 長野連隊区
    - 小笠原島警備隊区（当面は麻布連隊区）

  - 第2旅管
    - 佐倉連隊区
    - 水戸連隊区
    - 本郷連隊区
    - 宇都宮連隊区

### 東京府・埼玉県東部・千葉県・神奈川県・山梨県 (1907 - 1920)
1907年にさらに師団数が増えたとき、明治40年軍令陸第3号（9月17日制定、18日公布、漸次施行）で陸軍管区表が改正され、関東地方北部に第14師管が設けられた。第1師管は群馬・栃木・茨城3県を第14師管に割き、長野県をやはり新設の第13師管と第15師管に譲って、関東地方南部を占めることになった。東京府・神奈川県・千葉県の全部と、埼玉県のうち東部4郡（北足立郡・南埼玉郡・北埼玉郡・北葛飾郡）である。これにともない、他師管の倍の連隊区を持つ状態は解消した。長野連隊区・横浜連隊区は廃止になり、かわりに甲府連隊区を新設した。また、小笠原島警備隊区は結局いちども発足せずに陸軍管区表から除かれた。
第14師団は日露戦争で戦時編成された部隊なので、管区表改正時に存在していたが、その師団司令部が管区業務をとるまでは日数があり、その間、明治40年陸軍省令第12号（9月18日制定）により、第1師管は管区表の第14師管をも含めることとなった。このとき、第1旅管が新第1師管、第2旅管が新第14師管の連隊区を管轄する、と分担した。
- 第1師管（1907年9月18日 - 第14師管設置まで）
  - 第1旅管
    - 麻布連隊区
    - 甲府連隊区
    - 本郷連隊区
    - 佐倉連隊区

  - 第2旅管
    - 水戸連隊区
    - 宇都宮連隊区
    - 高崎連隊区
    - 熊谷連隊区

上が移行期の旅管・連隊区、下が移行後のものである。
- 第1師管（第14師管設置後 - 1924年5月6日）
  - 第1旅管
    - 麻布連隊区
    - 甲府連隊区

  - 第2旅管
    - 本郷連隊区
    - 佐倉連隊区

### 東京都・埼玉県東部・神奈川県の大部分・千葉県・山梨県 (1920 - 1940)
1920年、大正9年軍令陸第10号（8月7日制定、9日公布、10日施行）で、神奈川県西部の足柄上郡と足柄下郡が、東海地方の第15師管に移された。
1924年、大正13年軍令陸第第4号（5月5日制定、7日公布）により、旅管が廃止になり、師管の下に直接連隊区が属することになった。この改正で師管と連隊区の境界は変わらなかった。
- 第1師管（1924年5月7日 - 1930年12月31日）
  - 麻布連隊区
  - 甲府連隊区
  - 本郷連隊区
  - 佐倉連隊区

1930年、昭和5年軍令陸第5号（12月22日制定、23日公布、翌年1月1日施行）により、1931年から佐倉連隊区が千葉連隊区に改称した。
- 第1師管（1931年1月1日 - 1940年7月31日）
  - 麻布連隊区
  - 甲府連隊区
  - 本郷連隊区
  - 千葉連隊区

## 東京師管・師管区への改名と廃止 (1940 - 1945)
全国の師管の名称は、1940年8月1日に、昭和15年軍令陸第20号（7月24日制定、26日公布、8月1日施行）によって、番号をやめて地名をとった。第1師管はなくなり、東京師管に引き継がれた。連隊区と管区は当面そのままだったが、1941年、1942年の変更を経て、1945年には東京師管区に改編された。8月の敗戦とともに師管区の意義は失われ、翌1946年に法令上も廃止された。